# Clitocybe
Clitocybe (vol dir en grec "cap inclinat") és un gènere de bolets agaricals de la família de les clitocibàcies (Clitocybaceae). Són fongs bàsicament sapròfits, descomponedors de la fullaraca dels boscos.
Té el barret deprimit o en forma d'embut, amb el marge involut, de vegades estriat. Les làmines són més o menys arquejades, decurrents, primes, denses i, generalment, pàl·lides. Les espores blanques, roses o grogues.
Poques espècies d'aquest gènere es consideren comestibles i moltes altres són verinoses car contenen muscarina en grans quantitats (com ara, Clitocybe dealbata i Clitocybe rivolusa, les quals han causat morts). Distingir entre les diferents espècies no resulta possible per als que no en són experts, ja que cal analitzar-ne els trets a través del microscopi. Per això, i amb l'excepció d'unes poques espècies molt característiques, el fongs d'aquest gènere rarament es cullen per a consumir-los. També, la ingestió d'altres dues espècies, Clitocybe acromelalga del Japó, i Clitocybe amoenolens de França, ha portat a intoxicació severa amb eritromelàlgia.

## Taxonomia
Recentment, estudis moleculars han mostrat que aquest gènere és polifilètic, per la qual cosa la seva taxonomia es troba, encara, en procés de revisió.
- Clitocybe agrestis Harmaja
- Clitocybe albofragrans (Harmaja) Kuyper
- Clitocybe alexandri (Gill)Konr.
- Clitocybe amarescens Harmaja
- Clitocybe americana H.E. Bigelow
- Clitocybe angustissima (Lasch) P. Kumm.
- Clitocybe anisata Velen., 1920
- Clitocybe augeana (Mont.) Sacc.
- Clitocybe barbularum (Romagn.) P.D. Orton
- Clitocybe brumalis (Fr. ex Fr.) Kumm.
- Clitocybe candicans (Pers. ex Fr.) Kumm.
- Clitocybe candida Bres.
- Clitocybe catinus (Fr.) Quél. tassa de bruc, candeleta, orella de conill
- Clitocybe clavipes (Pers.) P. Kumm., 1871
- Clitocybe collina (Velen.) Kühner, 1979
- Clitocybe concava (Scop.) Gillet
- Clitocybe costata Kühner & Romagn.
- Clitocybe dealbata (Sow. Ex Fr.) Kumm.
- Clitocybe diatreta (Fr.) P. Kumm.
- Clitocybe dicolor (Pers.) J.E. Lange
- Clitocybe diosma Einhell.
- Clitocybe ditopa (Fr.) Gillet
- Clitocybe elegantula J. Favre
- Clitocybe eucalyptorum Cleland
- Clitocybe festiva J. Favre
- Clitocybe festivoides Lamoure
- Clitocybe fragrans (With. ex Fr.) Kumm.
- Clitocybe frysica Kuyper
- Clitocybe fuligineipes Métrod
- Clitocybe fuscosquamula J.E. Lange
- Clitocybe geotropa (Bull. ex St. Amans) Quél.
- Clitocybe gibba (Pers.) P. Kumm.
- Clitocybe gigas Harmaja
- Clitocybe gracilipes Lamoure
- Clitocybe harmajae Lamoure
- Clitocybe houghtonii (W.Phillips) Dennis, 1954
- Clitocybe hydrogramma (Bull. & A. Venturi) P. Kumm.
- Clitocybe incilis (Fr.) Gillet
- Clitocybe inornata (Sow. :Fr.)Gill.
- Clitocybe lateritia J. Favre
- Clitocybe lituus (Fr.) Métrod
- Clitocybe marginella Harmaja
- Clitocybe martiorum J. Favre
- Clitocybe maxima (F. Wett. ex Fr.) Kumm.
- Clitocybe metachroa (Fr.)Kumm.s.Kuyper
- Clitocybe metachroides Harmaja, 1969
- Clitocybe nebularis (Batsch) Quél
- Clitocybe nivea Velen., 1920
- Clitocybe obsoleta (Batsch) Quél.
- Clitocybe odora (Bull. ex Fr.) Kumm.
- Clitocybe ornamentalis Velen.
- Clitocybe phaeophthalma
- Clitocybe phosphorea Battarra
- Clitocybe phyllophila (Fr.) Kumm.
- Clitocybe pruinosa (Lasch) P.Kumm., 1871
- Clitocybe radicellata Gillet
- Clitocybe rhizophora (Velen.) Joss.
- Clitocybe rivulosa (Pers. ex Fr.) Kumm.
- Clitocybe robusta Peck
- Clitocybe ruderalis Harmaja
- Clitocybe sinopica (Fr.) P. Kumm.
- Clitocybe squamulosa (Pers.) Fr.
- Clitocybe squamulosoides P.D. Orton
- Clitocybe suaveolens
- Clitocybe subalutacea (Batsch) P. Kumm.
- Clitocybe subcordispora Harmaja
- Clitocybe subdryadicola Harmaja
- Clitocybe subinvoluta (Batsch) Fr.
- Clitocybe subsalmonea Lamoure
- Clitocybe subspadicea (J.E. Lange) Bon & Chevassut
- Clitocybe tenuissima Romagn.
- Clitocybe tornata (Fr.) P. Kumm.
- Clitocybe trulliformis (Fr.) P. Karst.
- Clitocybe truncicola (Peck) Sacc.
- Clitocybe umbilicata (Schaeff.) P. Kumm.
- Clitocybe vermicularis (Fr.) Quél.
- Clitocybe vernicosa (Fr.) Gillet (1874)
- Clitocybe vibecina (Fr.) Quél.[7][8][9]

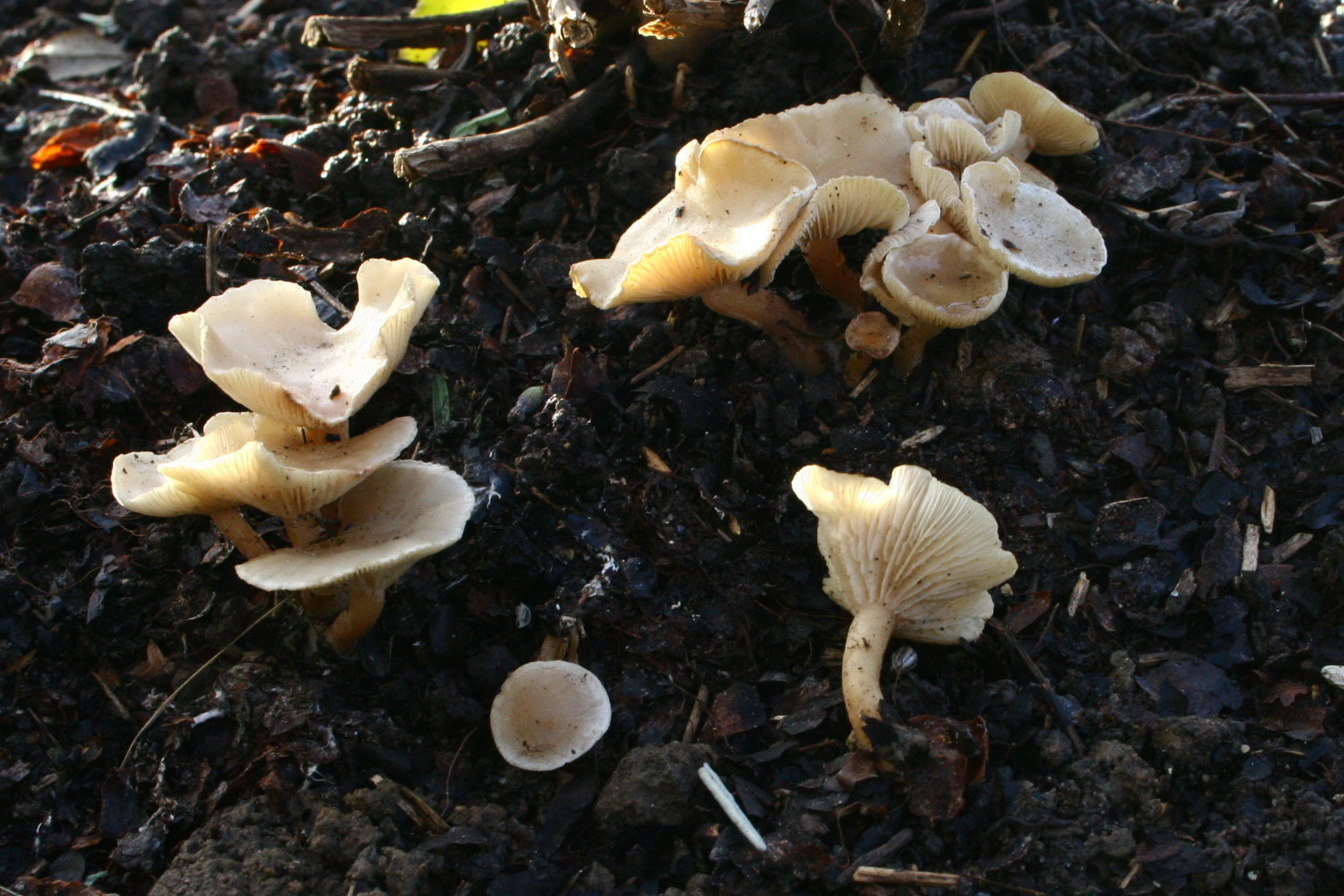
Clitocybe agrestis
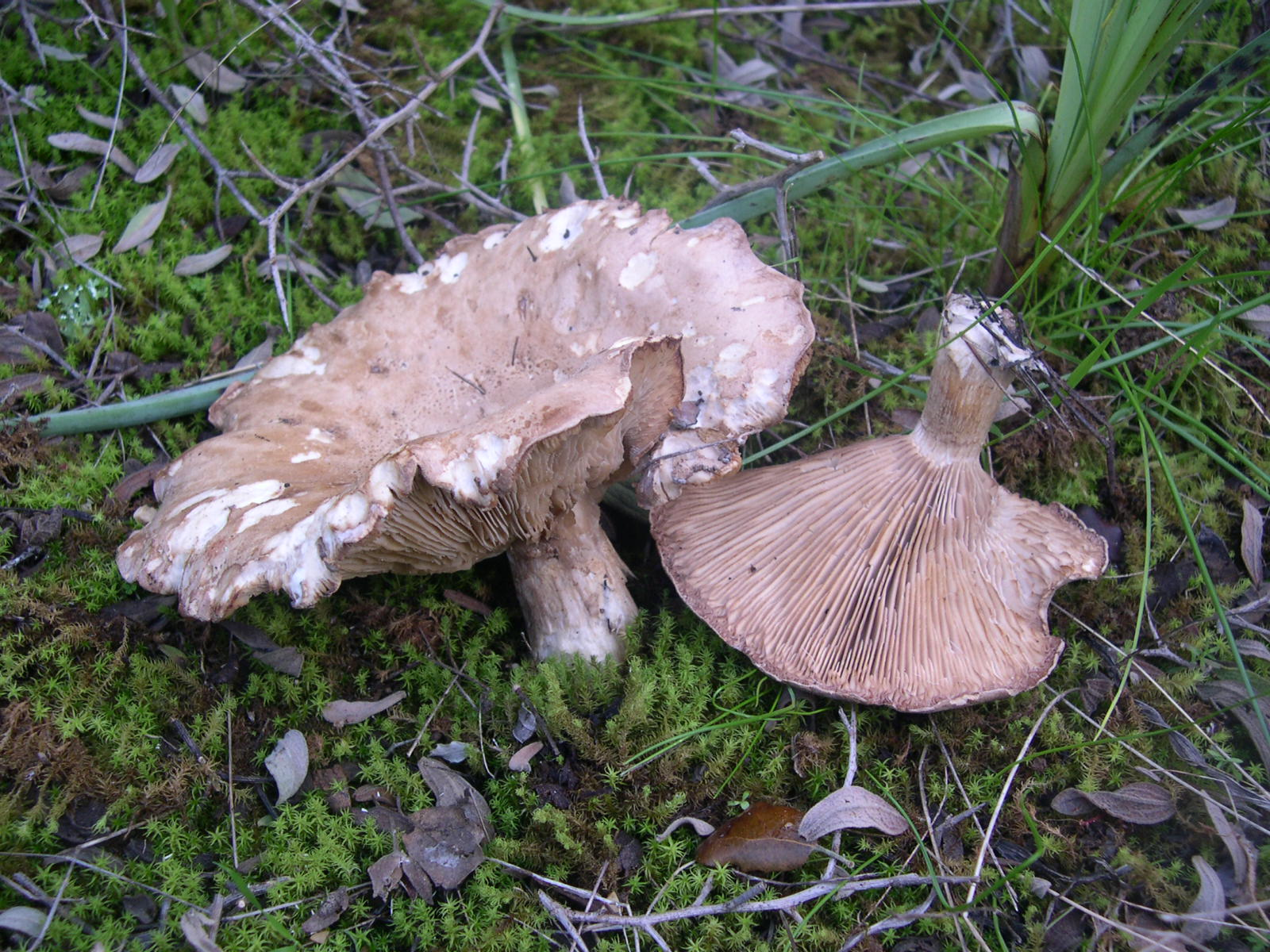
Clitocybe alexandri
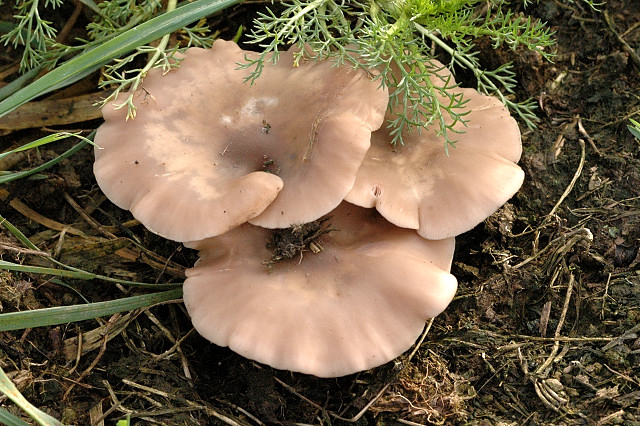
Clitocybe amarescens
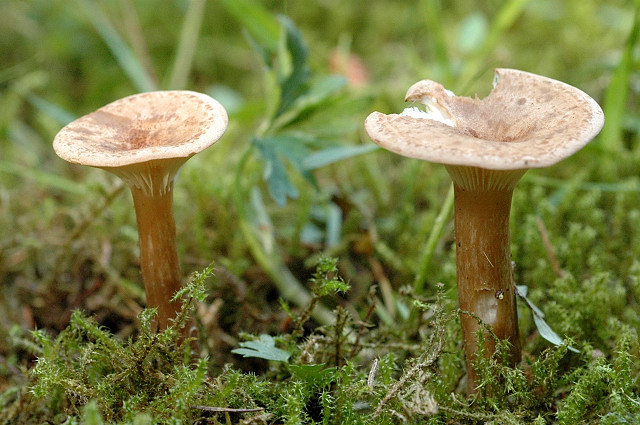
Clitocybe bresadolana
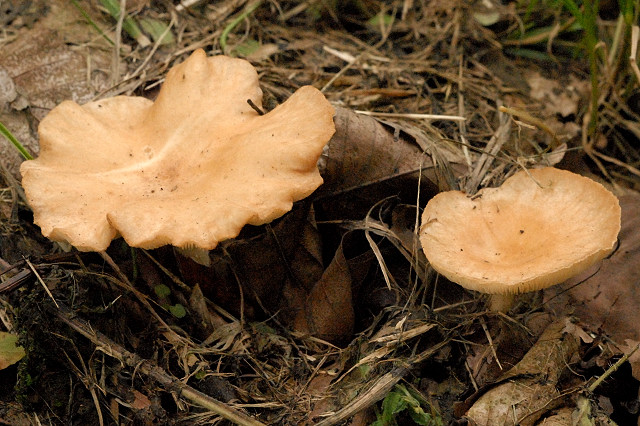
Clitocybe costata
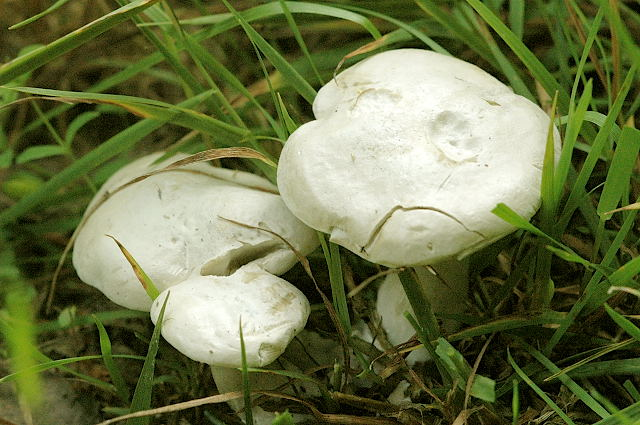
Clitocybe dealbata
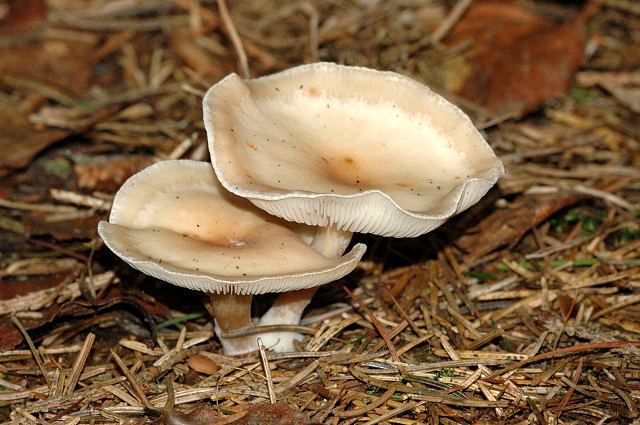
Clitocybe phaeophthalma
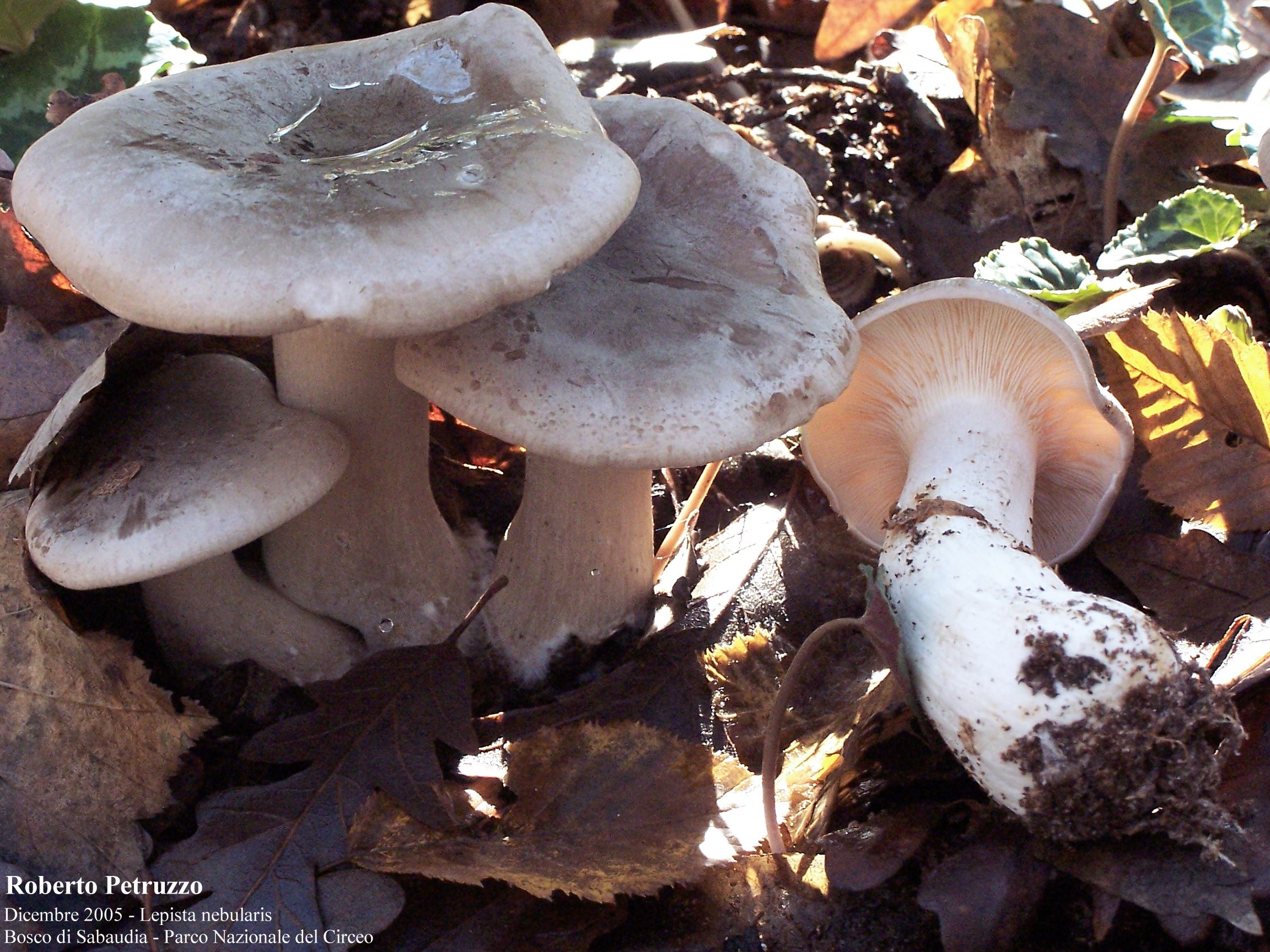
Clitocybe nebularis
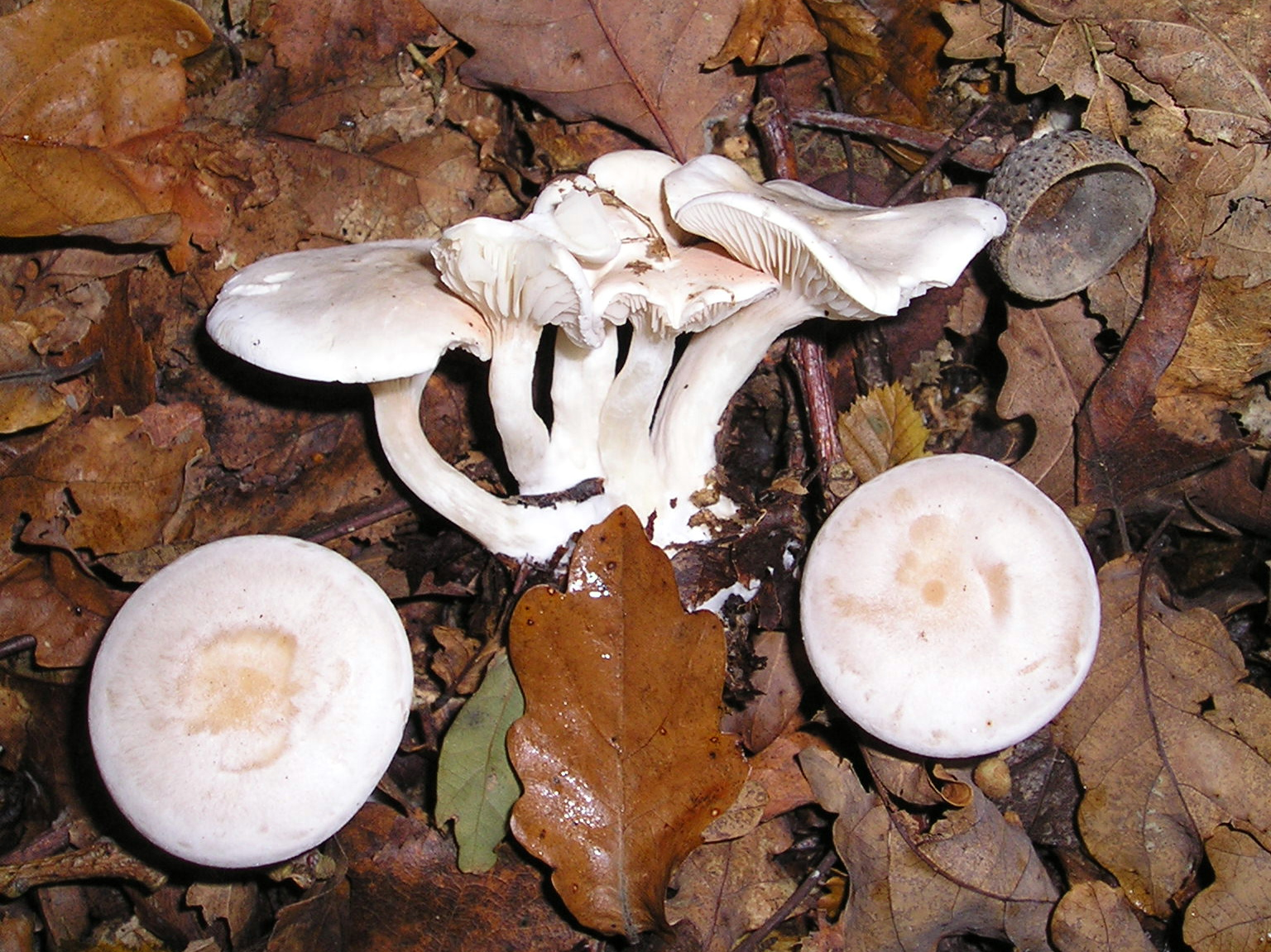
Clitocybe phyllophila